# Hoge punt
De hoge punt (·), ook halfhoge punt, zwevende punt of interpunct genoemd, is een leesteken dat bestaat uit een verticaal gecentreerde punt. Het teken werd gebruikt als woordscheiding in het oude Latijnse schrift (spaties werden tussen 600 en 800 na Christus voor het eerst gebruikt). De hoge punt komt in verschillende vormen voor in moderne talen.
De vermenigvuldigingspunt, die vrijwel identiek is aan de hoge punt, is een vermenigvuldigingsteken dat kan worden gebruikt in plaats van het kruisje (×): a·b is dus hetzelfde als a × b of "a keer b".

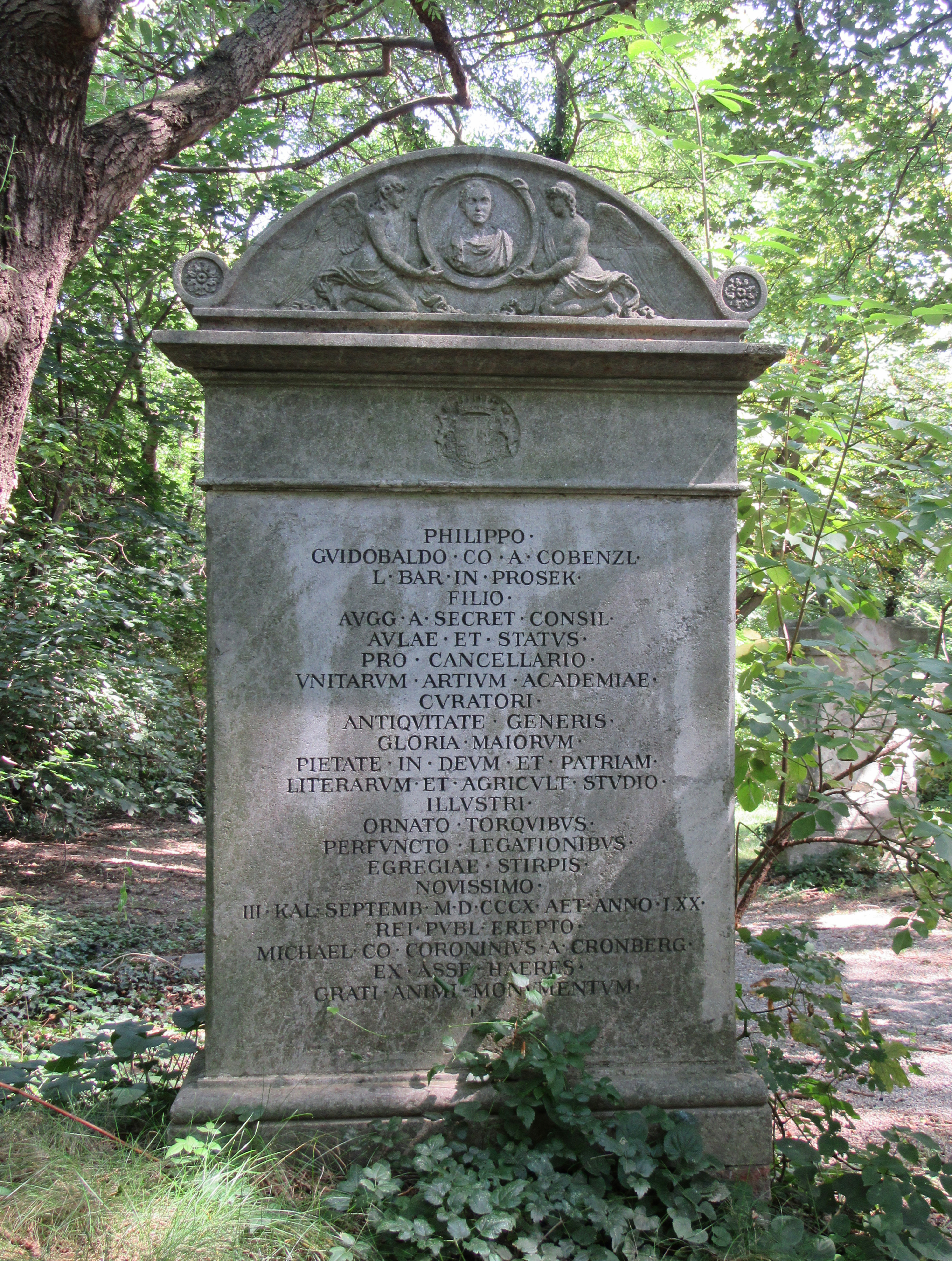
Grafsteen van Philipp von Cobenzl (1741–1810)

## In geschreven taal
Veel woordenboeken gebruiken de hoge punt om aan te geven hoe een woord uiteenvalt in lettergrepen (bijvoorbeeld: woor·den·boek). Dit is een apart Unicode-karakter, ⟨‧⟩ (U+2027).

### Arpitaans
In het Francoprovençaals of Arpitaans wordt de hoge punt gebruikt om de volgende grafemen te onderscheiden:
- ch·, uitgesproken als [ ʃ ], tegenover ch, uitgesproken als [ ts ]
- j·, uitgesproken als [ ʒ ], tegenover j, uitgesproken als [ dz ]
- g· (voor een e of i),uitgesproken als [ ʒ ], tegenover g (voor een e of i), uitgesproken als [ dz ]

### Catalaans

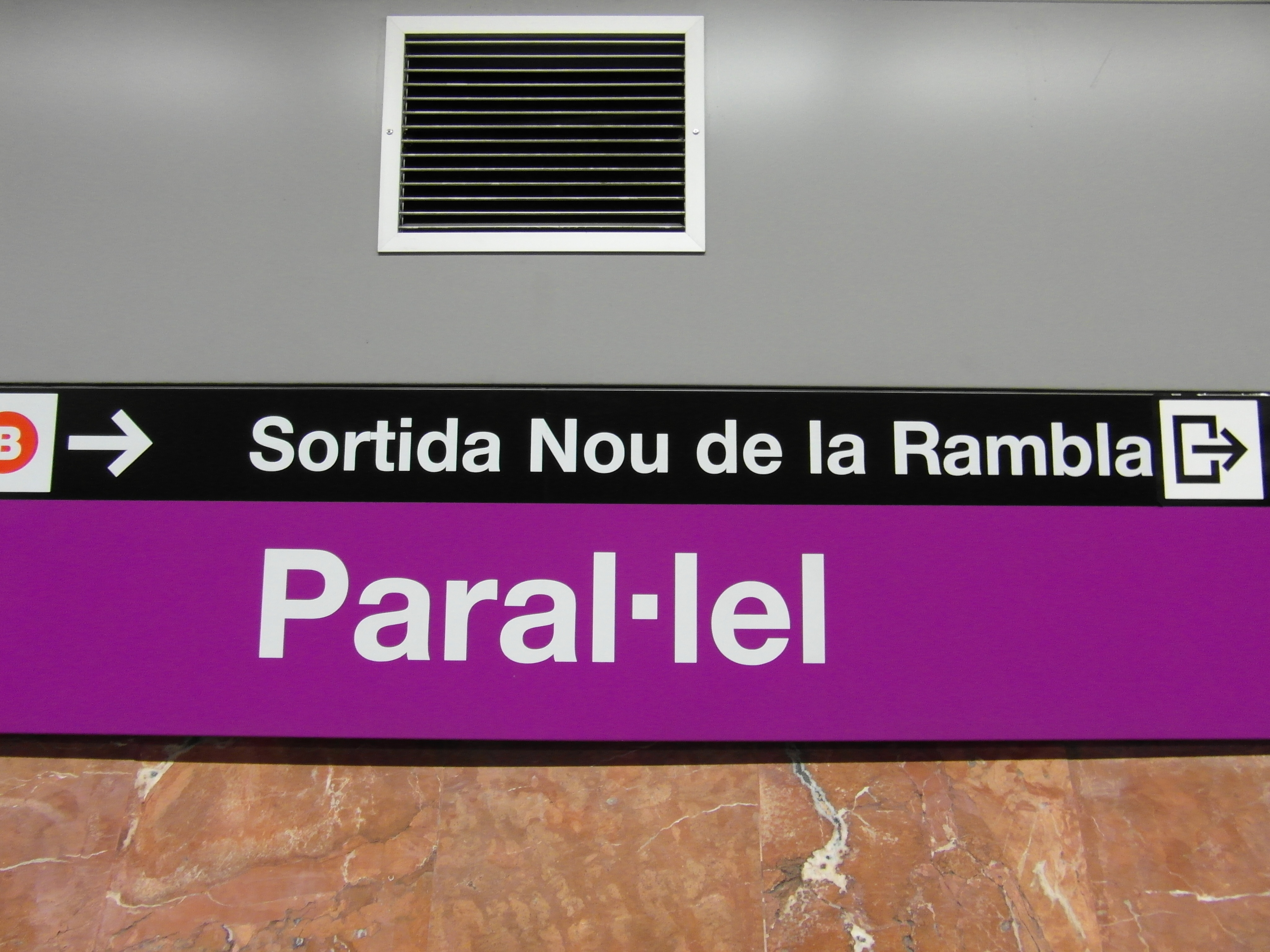
Metrostation Paral·lel in Barcelona

De punt volat ("gevlogen punt") wordt in het Catalaans gebruikt tussen twee l'en in het geval dat die l'en niet tot dezelfde lettergreep behoren (bijvoorbeeld: sol·licitar, "aanvragen"). Dit onderscheidt zulke "geminate l'en" (ela geminada), die worden uitgesproken als [ ɫː ], van een "dubbele l" (doble ela), die zonder hoge punt wordt geschreven en wordt uitgesproken als [ ʎ ]. Als het niet mogelijk is om een hoge punt te typen, wordt vaak een gewone punt (col.lecció, "verzameling") of een streepje (col-lecció) gebruikt.
In middeleeuws Catalaans werd het symbool ⟨·⟩ ook als teken voor elisie gebruikt, vergelijkbaar met de moderne apostrof.
Er is geen aparte toetsenbordindeling voor het Catalaans. De hoge punt kan worden getypt met de toetsencombinatie Shift+3 op een Europees-Spaans toetsenbord. Ook bestaat er speciale Unicodekarakters: ⟨Ŀ⟩ (U+013F) en ⟨ŀ⟩ (U+0140). Dit zijn echter zogenaamde compatibiliteitskarakters en worden daarom niet veel gebruikt. Ook de bullet ⟨•⟩ komt soms voor als punt volat, maar deze wordt afgeraden op esthetische gronden. De voorkeur gaat uit naar twee losse Unicodekarakters, dus ⟨l·⟩ (U+006C en U+00B7).

### Chinees
Het opdeelteken wordt gebruikt in het Chinees – een taal die over het algemeen geen spatiëring tussen karakters gebruikt – om grenzen tussen getranslitereerde woorden aan te geven, voornamelijk buitenlandse namen. Zo wordt Dafne Schippers omgezet als 达芙妮·席珀斯 (p Dáfúnī Xípòsī) en George Walker Bush als 乔治·沃克·布什 (p Qiáozhì Wòkè Bùshí). Titels en andere vertaalde woorden worden niet op deze manier gescheiden: Dzjengis Khan en Albert II zijn 成吉思汗 (p Chéngjísīhán) en 阿尔贝二世 (p Ā'ěrbèièrshì) respectievelijk (zonder hoge punt).
De hoge punt wordt ook gebruikt om boek- en hoofdstuktitels van elkaar te scheiden als deze achtereenvolgend worden genoemd: eerst het boek dan het hoofdstuk. Het teken komt ook voor in de werken van de Zweedse sinoloog Bernhard Karlgren. Hierin vertegenwoordigt de interpunct de glottisslagklank die voorkomt in zijn reconstructie van het middeleeuws Chinees.

### Engels
In de Britse typografie wordt de hoge punt gebruikt als een decimaalteken, de zogenaamde space dot ("spatiepunt"). Het gebruik ervan wordt bepleit door wetten en academische kringen als de Faculteit Geschiedenis van de Universiteit van Cambridge. Toen de Britse munteenheid werd gedecimaliseerd in 1971, was het officiële advies om een hoge punt in de bedragen te gebruiken (bijvoorbeeld: £12·98) en alleen een lage punt te gebruiken wanneer dit onvermijdelijk was. Halverwege de jaren '70 nam het gebruik van de space dot echter sterk af als gevolg van de opkomst van elektronische typemachines, rekenmachines en computers uit de Verenigde Staten en Japan waarop alleen gewone punten makkelijk te typen waren. De hoge punt komt wel nog voor in het handschrift van veel Britten.
In het Shaw-alfabet, dat ook voor Esperanto gebruikt kan worden, vervangt de hoge punt het gebruik van hoofdletters voor eigennamen. De punt wordt dan voor het woord neergezet.

### Grieks
Het Oudgrieks kende aanvankelijk geen spatiëring of interpunctie. Pas in de late oudheid verschenen allerlei tekens om woorden van elkaar te scheiden, in het bijzonder de Griekse komma.
In het Nieuwgrieks en in moderne uitgaven van Oudgriekse teksten wordt soms een ano teleia ⟨·⟩ (άνω τελεία, ánō teleía, lett. "bovenpunt") gebruikt. Dit teken fungeert als een puntkomma en wordt ook zo geromaniseerd. De hoge punt wordt ook gebruikt om opsommingen te introduceren, net als de Latijnse dubbele punt.

### Japans
In het Japans worden hoge punten ⟨・⟩ vaak gebruikt om naar katakana getranscribeerde woorden van elkaar te scheiden. Den Haag wordt dus デン・ハーグ (Den hāgu) in het Japans en het nummer "Can't Buy Me Love" is 「キャント・バイ・ミー・ラヴ」 (Kyanto bai mī ravu). In Japanse woordenboeken wordt een vergelijkbaar teken gebruikt om affixen van werkwoordstammen te scheiden.
De hoge punt heeft verder nog een aantal andere functies in het geschreven Japans. Onder andere de functie van:
Normaal gesproken wordt er in het Japans geen spatiëring gebruikt. Desalniettemin kan men enigszins zien waar woorden beginnen en eindigen doordat verschillende schriftsystemen door elkaar worden gebruikt (hiragana, katakana en kanji).
Er bestaan twee Unicode-karakters voor een hoge punt in de Japanse typografie:
- U+30FB ・ KATAKANA MIDDLE DOT, met een vaste breedte die hetzelfde is als de meeste kana-karakters (fullwidth)
- U+FF65 ･ HALFWIDTH KATAKANA MIDDLE DOT

### Koreaans
In het Koreaans worden hoge punten gebruikt om een opsomming van twee of meer woorden aan te duiden, vergelijkbaar met de slash in veel andere talen. Ook heeft het de functie van koppelteken: 한·베트남 관계 betekent "Koreaans–Vietnamese betrekkingen". Het gebruik van hoge punten is sterk afgenomen in het digitale tijdperk, maar strikt genomen kan een Koreaanse interpunct niet vervangen worden door een schuine streep.

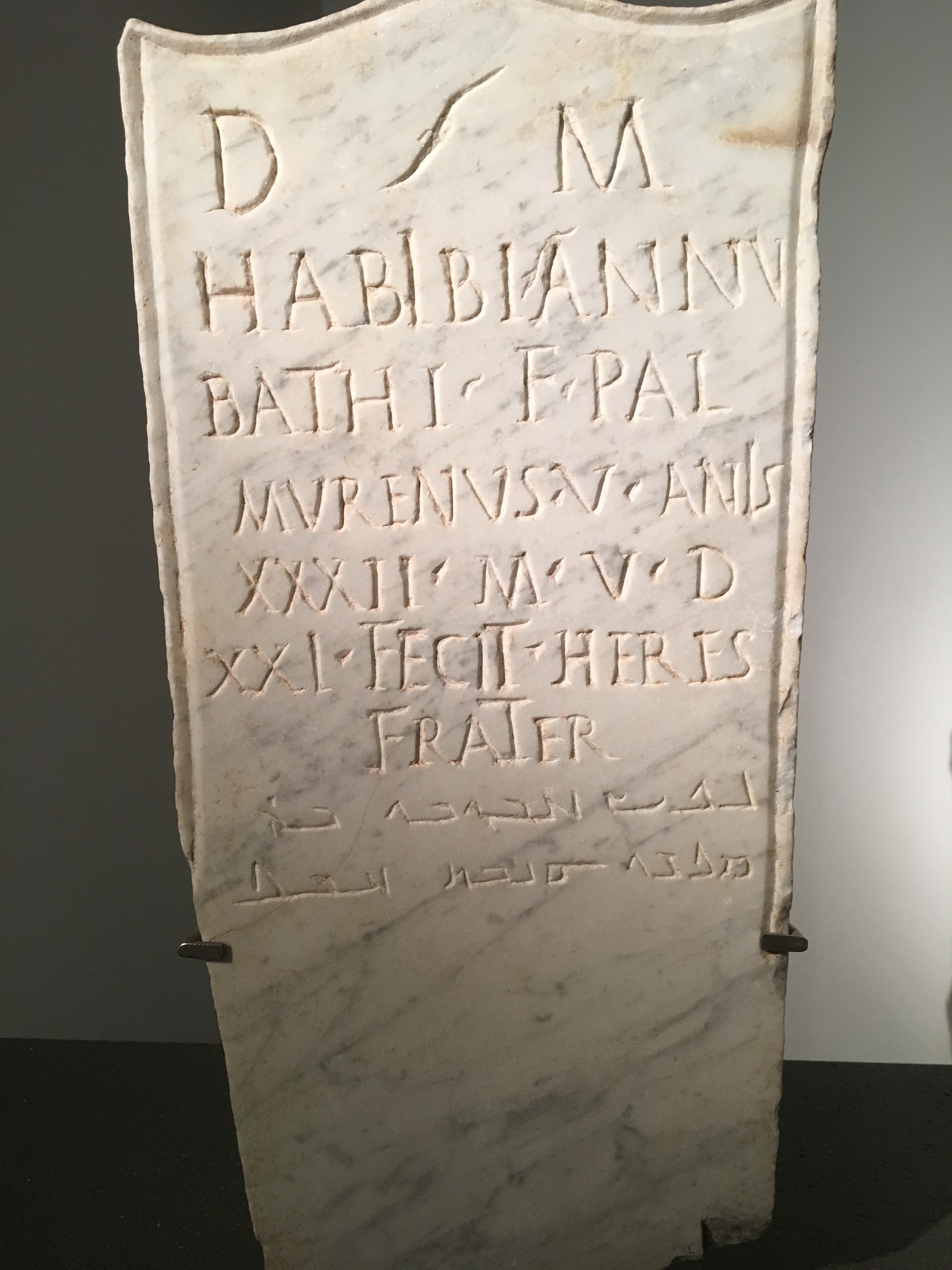
Wigvormige inscriptie in functie van de hoge punt

### Latijn
In het Klassiek Latijn werd de interpunctus regelmatig gebruikt om woorden van elkaar te scheiden. Als aanvulling op de ronde hoge punt (deze was het meest gebruikelijk) komt in sommige inscripties ook een kleine driehoek voor. Deze kan zowel naar boven als naar beneden wijzen. De interpunctus raakte rond 200 na Christus in onbruik en Latijn werd voortaan scriptio continua geschreven.

### Occitaans
In het Occitaans en in het bijzonder in het Gascons dialect wordt de punt interior ("binnenpunt") of ponch naut ("hoge punt") gebruikt om de volgende grafemen van elkaar te onderscheiden:
- s·h, uitgesproken als [ s.h ], tegenover sh, uitgesproken als [ ʃ ]. Bijvoorbeeld, des·har "ongedaan maken" vs. deishar "verlaten".
- n·h, uitgesproken als [ n.h ], tegenover nh, uitgesproken als [ ɲ ]. Bijvoorbeeld, in·hèrn "hel" vs. vinha "wijngaard".

Een normale punt (des.har, in.hèrn) wordt gebruikt wanneer een hoge punt niet beschikbaar is, zoals op de Franse toetsenbordindeling. Dit wordt echter als een spelfout gezien.
In het Oudoccitaans werd hetzelfde teken soms gebruikt om bepaalde elisies aan te duiden, vergelijkbaar met de moderne apostrof. Het enige verschil is dat bij een elisie met een hoge punt het tweede woord een klank verliest. De voorwaarde is dat het eerste woord eindigt met een klinker of de letter n. Vergelijk:
- Que·l (que lo, "dat de")
- Qu'el (que el, "dat hij")

### Taiwanees

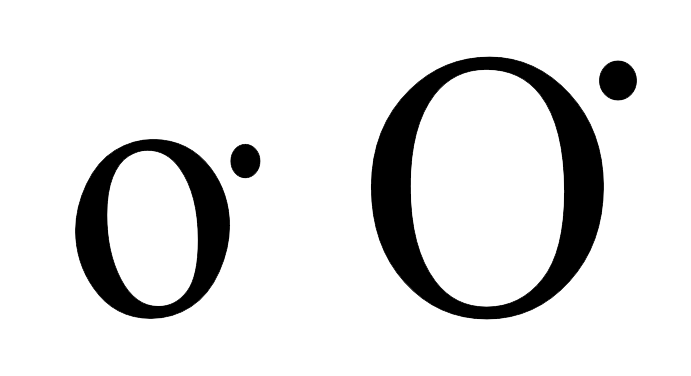
De o met punt rechtsboven.

In het Pe̍h-ōe-jī-schrift voor het Taiwanees wordt de hoge punt veel gebruikt als alternatief voor de punt rechtsboven. Dit is een diakritisch teken dat voorkomt op de o om de klank [ ɔ ] te vormen: ⟨O͘ ⟩ en ⟨o͘ ⟩. Omdat dit accent lange tijd niet digitaal werd ondersteund, werd het getypt als ⟨O·⟩ en ⟨o·⟩. Sinds juni 2004 is er een Unicode-karakter voor het accent en kan het gebruikt worden in de meeste nieuwere lettertypes. Het is echter nog steeds een gewoonte om de hoge punt hiervoor te gebruiken.

### Tibetaans
In het Tibetaans schrift worden lettergrepen van elkaar gescheiden door een zogenaamde tsek ⟨་⟩. Aangezien veel Tibetaanse woorden uit één lettergreep bestaan, fungeert dit teken bijna als een spatie. In het Tibetaans worden geen spaties gebruikt om woorden van elkaar te scheiden.

## Toetsenbordinvoer
Op computers kan de hoge punt worden getypt met verschillende toetsencombinaties, afhankelijk van het besturingssysteem en de toetsenbordindeling.
- In Microsoft Windows kan een hoge punt worden ingevoerd met de combinatie Alt+250 of Alt+0183 (op het numerieke "eiland").
- In OS X kan het teken worden ingevoerd door te drukken op:
  - ⌥ Opt+⇧ Shift+9
  - ⌥ Opt+⇧ Shift+. (op de Noorse en Zweedse toetsenbordindelingen)
  - ⌥ Opt+. (op de Deense toetsenbordindeling)
  - ⌥ Opt+⇧ Shift+F (op de Franse toetsenbordindeling)